# نمایش افتتاحیه (فیلم)
نمایش افتتاحیه (رومانیایی: Premiera) یک فیلم کمدی رومانیایی به کارگردانی میهای کنستانتینسکو است که در سال ۱۹۷۶ منتشر شد.

## بازیگران
- رادو بلیگن
- توما کارجیو
- رُدیکا پوپسکو بیتانسکو
- گئورگه دینیکا
- تامارا بوچوچانو
- دِم رادولسکو
- امیل بوتا